# Démographie du Calvados
La démographie du Calvados est caractérisée par une densité moyenne et une population en croissance depuis les années 1950.
Avec ses 704 605 habitants en 2022, le département français du Calvados se situe en 34e position sur le plan national.
En six ans, de 2015 à 2021, sa population s'est accrue de près de 7 100 unités, c'est-à-dire de plus ou moins 1 200 personnes par an. Mais cette variation est différenciée selon les 528 communes que comporte le département.
La densité de population du Calvados, 127 habitants par kilomètre carré en 2022, est supérieure à celle de la France entière qui est de 107,1 hab./km2 pour la même année.

## Évolution démographique du département du Calvados
Le département a été créé par décret du 4 mars 1790. Il comporte alors six districts (Bayeux, Caen, Pont-l'Évêque, Lisieux, Falaise, Vire) et 71 cantons. Le premier recensement sera réalisé en 1791 et ce dénombrement, reconduit tous les cinq ans à partir de 1821, permettra de connaître plus précisément l'évolution des territoires.
Avec 494 702 habitants en 1831, le département représente 1,52 % de la population française, qui est alors de 32 569 000 habitants. De 1831 à 1866, il va perdre 19 793 habitants, soit une baisse de -0,11 % moyen par an, pour un d'accroissement national positif de 0,48 % sur cette même période.
La décroissance démographique entre la guerre franco-prussienne de 1870 et la Première Guerre mondiale se poursuit alors qu'au niveau national on constate une croissance. Sur cette période, la population perd 57 694 habitants, soit une baisse de -12,71 % alors qu'elle croît de 10 % au niveau national. Cette baisse de la population se poursuit de 5,24 % pour la période de l'entre-deux guerres courant de 1921 à 1936 alors qu'elle croit au niveau national de 6,9 % pour la France entière.
À l'instar des autres départements français, le Calvados va ensuite connaître un essor démographique important après la Seconde Guerre mondiale. 
En 2022, le département comptait 704 605 habitants, en évolution de +1,58 % par rapport à 2016 (France hors Mayotte : +2,11 %).
| 1791    | 1801    | 1806    | 1821    | 1826    | 1831    | 1836    | 1841    | 1846    |
| ------- | ------- | ------- | ------- | ------- | ------- | ------- | ------- | ------- |
| 391 352 | 451 836 | 505 210 | 492 613 | 500 956 | 494 702 | 501 775 | 496 198 | 498 385 |

| 1851    | 1856    | 1861    | 1866    | 1872    | 1876    | 1881    | 1886    | 1891    |
| ------- | ------- | ------- | ------- | ------- | ------- | ------- | ------- | ------- |
| 491 210 | 478 397 | 480 992 | 474 909 | 454 012 | 450 220 | 439 830 | 437 267 | 428 945 |

| 1896    | 1901    | 1906    | 1911    | 1921    | 1926    | 1931    | 1936    | 1946    |
| ------- | ------- | ------- | ------- | ------- | ------- | ------- | ------- | ------- |
| 417 176 | 410 178 | 403 431 | 396 318 | 384 730 | 390 492 | 401 356 | 404 901 | 400 026 |

| 1954    | 1962    | 1968    | 1975    | 1982    | 1990    | 1999    | 2006    | 2011    |
| ------- | ------- | ------- | ------- | ------- | ------- | ------- | ------- | ------- |
| 442 991 | 480 757 | 519 695 | 560 967 | 589 559 | 618 478 | 648 385 | 671 351 | 685 262 |

| 2016    | 2021    | 2022    | - | - | - | - | - | - |
| ------- | ------- | ------- | - | - | - | - | - | - |
| 693 679 | 700 633 | 704 605 | - | - | - | - | - | - |

## Population par divisions administratives

### Arrondissements
Le département du Calvados comporte quatre arrondissements. La population se concentre principalement sur l'arrondissement de Caen, qui recense 57 % de la population totale du département en 2022, avec une densité de 250,2 hab./km2, contre 23 % pour l'arrondissement de Lisieux, 10 % pour celui de Bayeux et 10 % pour celui de Vire.
| Arrondissement  | Population(2022) | Variation(2022/2016)                       | Superficie(km2) | Densité(hab./km2) |
| --------------- | ---------------- | ------------------------------------------ | --------------- | ----------------- |
| Caen            | 399 290          | en évolution de +3,84 % par rapport à 2016 | 1 595,7         | 250,2             |
| Lisieux         | 160 208          | en évolution de −1,52 % par rapport à 2016 | 1 756,2         | 91,2              |
| Bayeux          | 73 936           | en évolution de +0,05 % par rapport à 2016 | 976,6           | 75,7              |
| Vire            | 71 171           | en évolution de −1,92 % par rapport à 2016 | 1 205,9         | 59                |
| Source : Insee. |                  |                                            |                 |                   |

### Communes de plus de10 000 habitants
Sur les 528 communes que comprend le département du Calvados, 77 ont en 2021 une population municipale supérieure à 2 000 habitants, 23 ont plus de 5 000 habitants, sept ont plus de 10 000 habitants et une a plus de 25 000 habitants : Caen.
Les évolutions respectives des communes de plus de 10 000 habitants sont présentées dans le tableau ci-après.
| Commune                | Population(2022) | Variation(2022/2016)                       | Superficie(km2) | Densité(hab./km2) |
| ---------------------- | ---------------- | ------------------------------------------ | --------------- | ----------------- |
| Caen                   | 108 398          | en évolution de +2,84 % par rapport à 2016 | 25,7            | 4 217,8           |
| Hérouville-Saint-Clair | 22 473           | en évolution de −1 % par rapport à 2016    | 10,64           | 2 112,1           |
| Lisieux                | 19 540           | en évolution de −3,75 % par rapport à 2016 | 13,07           | 1 495             |
| Vire Normandie         | 17 411           | en évolution de −0,08 % par rapport à 2016 | 138,52          | 125,7             |
| Bayeux                 | 12 754           | en évolution de −5,7 % par rapport à 2016  | 7,1             | 1 796,3           |
| Ifs                    | 11 868           | en évolution de +0,85 % par rapport à 2016 | 9,06            | 1 309,9           |
| Mondeville             | 10 286           | en évolution de +4,84 % par rapport à 2016 | 9,05            | 1 136,6           |
| Source : Insee.        |                  |                                            |                 |                   |

## Structures des variations de population

### Soldes naturels et migratoires sur la période 1968-2021
La variation moyenne annuelle est positive depuis les années 1970, mais en baisse, passant de 1,1 à 0,2 %.
Le solde naturel annuel qui est la différence entre le nombre de naissances et le nombre de décès enregistrés au cours d'une même année, a baissé, passant de 0,9 à 0 %. La forte baisse du taux de natalité, qui passe de 18,9 à 9,7 ‰, est en fait compensée par une baisse beaucoup plus faible du taux de mortalité, qui reste entre 9,7 et 10 ‰.
| Indicateurs démographiques                       | 1968 à1975 | 1975 à1982 | 1982 à1990 | 1990 à1999 | 1999 à2010 | 2010 à2015 | 2015 à2021 |
| ------------------------------------------------ | ---------- | ---------- | ---------- | ---------- | ---------- | ---------- | ---------- |
| Variation annuelle moyenne de la population en % | 1,1        | 0,7        | 0,6        | 0,5        | 0,5        | 0,3        | 0,2        |
| - due au solde naturel en %                      | 0,9        | 0,7        | 0,6        | 0,4        | 0,4        | 0,2        | -0,0       |
| - due au solde apparent des entrées sorties en % | 0,2        | 0,0        | 0,0        | 0,1        | 0,1        | 0,1        | 0,2        |
| Taux de natalité en ‰                            | 18,9       | 15,9       | 14,7       | 12,8       | 12,5       | 11,4       | 9,7        |
| Taux de mortalité en ‰                           | 9,7        | 9,1        | 8,8        | 8,5        | 8,6        | 9,0        | 10,0       |
| Source : Insee.                                  |            |            |            |            |            |            |            |

### Mouvements naturels sur la période 2014-2022
En 2014, 7 459 naissances ont été dénombrées contre 6 190 décès. Le nombre annuel des naissances a diminué depuis cette date, passant à 6 378 en 2022, indépendamment à une augmentation, mais relativement faible, du nombre de décès, avec 7 967 en 2022. Le solde naturel est ainsi négatif et diminue, passant de 1 269 à −1 589.
Pour des raisons techniques, il est temporairement impossible d'afficher le graphique qui aurait dû être présenté ici.

## Densité de population
La densité de population est en augmentation depuis 1968, en cohérence avec l'augmentation de la population.
En 2021, la densité était de 126,6 hab./km2.
| 1968 |  | 93.8 |  |

| 1975 |  | 101.2 |  |

| 1982 |  | 106.4 |  |

| 1990 |  | 111.7 |  |

| 1999 |  | 117.1 |  |

| 2010 |  | 123.3 |  |

| 2015 |  | 125.2 |  |

| 2021 |  | 126.6 |  |

## Répartition par sexes et tranches d'âges
La population du département est plus âgée qu'au niveau national.
En 2021, le taux de personnes d'un âge inférieur à 30 ans s'élève à 34,6 %, soit en dessous de la moyenne nationale (35,1 %). À l'inverse, le taux de personnes d'âge supérieur à 60 ans est de 28,9 % la même année, alors qu'il est de 26,6 % au niveau national.
En 2021, le département comptait 336 919 hommes pour 363 714 femmes, soit un taux de 51,91 % de femmes, légèrement supérieur au taux national (51,61 %).
Les pyramides des âges du département et de la France s'établissent comme suit.
| Hommes | Classe d’âge | Femmes |
| ------ | ------------ | ------ |
| 0,8    | 90 ou +      | 2,1    |
| 7,2    | 75-89 ans    | 10,2   |
| 18,1   | 60-74 ans    | 19,3   |
| 19,4   | 45-59 ans    | 18,9   |
| 17,8   | 30-44 ans    | 16,9   |
| 19     | 15-29 ans    | 17,1   |
| 17,7   | 0-14 ans     | 15,5   |

| Hommes | Classe d’âge | Femmes |
| ------ | ------------ | ------ |
| 0,7    | 90 ou +      | 1,9    |
| 7,0    | 75-89 ans    | 9,5    |
| 16,6   | 60-74 ans    | 17,5   |
| 20,0   | 45-59 ans    | 19,5   |
| 18,8   | 30-44 ans    | 18,3   |
| 18,3   | 15-29 ans    | 16,7   |
| 18,6   | 0-14 ans     | 16,7   |

## Répartition par catégories socioprofessionnelles
La catégorie socioprofessionnelle des retraités est surreprésentée par rapport au niveau national. Avec 30,2 % en 2021, elle est 3,4 points au-dessus du taux national (26,8 %). La catégorie socioprofessionnelle des cadres et professions intellectuelles supérieures est quant à elle sous-représentée par rapport au niveau national. Avec 7,7 % en 2021, elle est 2,4 points en dessous du taux national (10,1 %).
| Catégorie socioprofessionnelle                    | 2015    | 2015 | 2021    | 2021 | Détails de l'année 2021 | Détails de l'année 2021 | Détails de l'année 2021            | Détails de l'année 2021            | Détails de l'année 2021            |
| Catégorie socioprofessionnelle                    | Nb      | %    | Nb      | %    | Hommes                  | Femmes                  | Part en % de la population âgée de | Part en % de la population âgée de | Part en % de la population âgée de |
| Catégorie socioprofessionnelle                    | Nb      | %    | Nb      | %    | Hommes                  | Femmes                  | 15 à 24 ans                        | 25 à 54 ans                        | 55 ans ou +                        |
| ------------------------------------------------- | ------- | ---- | ------- | ---- | ----------------------- | ----------------------- | ---------------------------------- | ---------------------------------- | ---------------------------------- |
| Agriculteurs exploitants                          | 5 610   | 1,0  | 4 901   | 0,8  | 3 612                   | 1 289                   | 0,2                                | 1,2                                | 0,7                                |
| Artisans, commerçants, chefs d'entreprise         | 20 541  | 3,6  | 21 853  | 3,7  | 14 874                  | 6 979                   | 0,7                                | 6,2                                | 2,3                                |
| Cadres et professions intellectuelles supérieures | 39 908  | 7,0  | 44 941  | 7,7  | 25 329                  | 19 612                  | 1,7                                | 13,8                               | 3,7                                |
| Professions intermédiaires                        | 75 868  | 13,3 | 80 511  | 13,7 | 36 333                  | 44 178                  | 8,3                                | 24,7                               | 4,8                                |
| Employés                                          | 95 633  | 16,8 | 92 512  | 15,8 | 22 292                  | 70 220                  | 15,3                               | 25,3                               | 6,5                                |
| Ouvriers                                          | 75 981  | 13,4 | 74 322  | 12,7 | 58 973                  | 15 349                  | 13,8                               | 20,5                               | 4,4                                |
| Retraités                                         | 168 072 | 29,5 | 177 021 | 30,2 | 78 164                  | 98 857                  | 0,0                                | 0,1                                | 70,9                               |
| Autres personnes sans activité professionnelle    | 87 313  | 15,3 | 90 379  | 15,4 | 38 104                  | 52 274                  | 60,0                               | 8,2                                | 6,6                                |
| Ensemble                                          | 568 925 | 100  | 586 440 | 100  | 277 681                 | 308 759                 | 100                                | 100                                | 100                                |
| Sources : Insee,.                                 |         |      |         |      |                         |                         |                                    |                                    |                                    |